# Lee (Hampshire)
Lee – osada w Anglii, w hrabstwie Hampshire, w dystrykcie Test Valley. Leży 14 km na południowy zachód od miasta Winchester i 113 km na południowy zachód od Londynu.